# Championnat du Pérou de football 1938
Navigation
Saison précédente Saison suivante
La saison 1938 du Championnat du Pérou de football est la dixième édition du championnat de première division au Pérou. Les neuf clubs participants sont regroupés au sein d'une poule unique où ils ne s'affrontent qu'une seule fois au cours de la saison. À la fin de la compétition, les deux derniers du classement sont relégués et remplacés par le meilleur club de Seguinda Division, la deuxième division péruvienne.
C'est le Club Centro Deportivo Municipal qui remporte la compétition après avoir terminé en tête du classement final du championnat, avec cinq points d'avance sur un duo composé de Sport Boys, double tenant du titre et Universitario de Deportes. C'est le tout premier titre de champion du Pérou de l'histoire du club.
C'est en bas du classement où a lieu la grande sensation de la saison. Contraint de disputer un match de barrage face au Sucre FC, après avoir terminé à égalité à la dernière place de non-relégable, l'Alianza Lima perd le match décisif et est relégué en Segunda Division. La sanction sera de courte durée pour le club le plus titré du pays (cinq titres au moment de la relégation) puisqu'il retrouvera l'élite en 1939, à la faveur de sa victoire en deuxième division. Cette saison passée en Segunda Division est actuellement la seule dans l'histoire du club.

## Les clubs participants
| - Alianza Lima - Ciclista Lima - Promu de Segunda Division - Sport Boys - Sucre FC - Universitario de Deportes | - Atlético Chalaco - Progresista Apurimac - Promu de Segunda Division - Club Centro Deportivo Municipal - Sporting Tabaco |

## Compétition
Le barème utilisé pour établir le classement est le suivant :
- Victoire : 3 points
- Match nul : 2 points
- Défaite : 1 point
- Forfait ou abandon : 0 point

### Classement
| Rang | Équipe                          | Pts | J | G | N | P | Bp | Bc | Diff |
| ---- | ------------------------------- | --- | - | - | - | - | -- | -- | ---- |
| 1    | Club Centro Deportivo Municipal | 22  | 8 | 7 | 0 | 1 | 21 | 9  | +12  |
| 2    | Sport Boys (T)                  | 17  | 8 | 4 | 1 | 3 | 22 | 16 | +6   |
| 3    | Universitario de Deportes       | 17  | 8 | 4 | 1 | 3 | 9  | 8  | +1   |
| 4    | Sporting Tabaco                 | 16  | 8 | 2 | 4 | 2 | 16 | 12 | +4   |
| 5    | Atletico Chalaco                | 16  | 8 | 3 | 2 | 3 | 10 | 10 | 0    |
| 6    | Ciclista Lima (P)               | 15  | 8 | 3 | 1 | 4 | 13 | 17 | -4   |
| 7    | Alianza Lima                    | 14  | 8 | 2 | 2 | 4 | 15 | 18 | -3   |
| 8    | Sucre FC                        | 14  | 8 | 3 | 0 | 5 | 16 | 22 | -6   |
| 9    | Progresista Apurímac (P)        | 13  | 8 | 2 | 1 | 5 | 9  | 19 | -10  |

|  | Champion du Pérou 1938                                |
|  | Participation au barrage de relégation                |
|  | Relégation en Segunda Division                        |
|  | (T) : Tenant du titre (P) : Promu de Segunda Division |

### Barrage de relégation
| Équipe 1 | Résultat | Équipe 2     |
| -------- | -------- | ------------ |
| Sucre FC | 2 - 0    | Alianza Lima |

## Bilan de la saison
| Championnat du Pérou de football 1938 |                                             |
| Champion                              | Club Centro Deportivo Municipal (1er titre) |
| Promotions et relégations             |                                             |
| Promus en Primera División            | Atlético Cordoba                            |
| Relégués en Segunda División          | Alianza Lima                                |
| Relégués en Segunda División          | Progresista Apurimac                        |